# Peter Struck
Peter Struck (ur. 24 stycznia 1943 w Getyndze, zm. 19 grudnia 2012 w Berlinie) – niemiecki polityk i prawnik, działacz Socjaldemokratycznej Partii Niemiec (SPD), poseł do Bundestagu, w latach 2002–2005 minister obrony.

## Życiorys
Studiował prawo na uniwersytetach w Getyndze i Hamburgu. W 1967 i 1971 zdał państwowe egzaminy prawnicze I oraz II stopnia, w 1971 także doktoryzował się w zakresie prawa. Pracował na hamburskim uniwersytecie i jako prawnik w Uelzen.
W 1964 wstąpił do Socjaldemokratycznej Partii Niemiec. W 1980 po raz pierwszy został posłem do Bundestagu. Z powodzeniem ubiegał się o reelekcję w wyborach w 1983, 1987, 1990, 1994, 1998, 2002 i 2005. W niższej izbie niemieckiego parlamentu zasiadał do 2009, kiedy to nie kandydował na kolejną kadencję. Od 1990 do 1998 był odpowiedzialny za dyscyplinę w SPD w czasie głosowań parlamentarnych. W 1998 został przewodniczącym klubu parlamentarnego SPD. 19 lipca 2002 zastąpił Rudolfa Scharpinga na stanowisku ministra obrony w pierwszym rządzie Gerharda Schrödera. Urząd ten sprawował także w drugim gabinecie tego kanclerza do 22 listopada 2005. W latach 2005–2009 ponownie kierował frakcją poselską socjaldemokratów.
W 2010 został prezesem Fundacji im. Friedricha Eberta, funkcję tę pełnił do czasu swojej śmierci w 2012 na skutek zawału serca.
W 2005 odznaczony Krzyżem Komandorskim z Gwiazdą Orderu Zasługi Rzeczypospolitej Polskiej.